# أوتو ستيفن
أوتو ستيفن (بالإنجليزية: Otto Steffen)‏ هو منافس ألعاب قوى أمريكي، ولد في 9 أغسطس 1874 في إيدار-أوبرشتاين في ألمانيا، وتوفي في 7 نوفمبر 1957 في بوفالو في الولايات المتحدة.

## وصلات خارجية
- أوتو ستيفن على موقع أوليمبيديا (الإنجليزية)